# Мофаз, Шауль
Шауль Мофаз (ивр. שאול מופז‎; род. 4 ноября 1948, Тегеран) — израильский военный и политический деятель, лидер партии «Кадима» с 27 марта 2012 года. Занимал посты начальника Генштаба Армии обороны Израиля, заместителя главы правительства, министра транспорта Израиля и министра обороны Израиля. Генерал-лейтенант в отставке.

## Биография
Выходец из общины иранских евреев. Был призван в парашютно-десантные войска в 1966 году и дослужился до должности начальника генерального штаба и генерал-лейтенанта. Генеральный штаб возглавлял в 1998—2002 годах.
Роспуск правительства национального единства в октябре 2002 года привел к отставке Биньямина Бен-Элиэзера («Авода») с поста министра обороны. На эту должность был назначен Шауль Мофаз, которого Ариэль Шарон назвал «министром обороны воюющего государства».
11 декабря 2005 года Мофаз заявил о своем уходе из партии «Ликуд» (которую называл «своим домом») и присоединении к партии «Кадима», следуя за создателем партии Ариэлем Шароном. Решение Эхуда Ольмерта передать партии «Авода» портфель министра обороны привело к тому, что Мофаз не получил этот пост в новом правительстве и занял пост министра транспорта.
В качестве министра транспорта Мофазу удалось на 8 % снизить смертность в дорожных авариях и увеличить транспортное сообщение с Россией и Украиной.
27 марта 2012 года на внутрипартийных выборах Мофаз получил 61,7 % голосов членов «Кадимы» (против 37 % у Ципи Ливни) и стал лидером этой партии.
Будучи лидером партии Мофаз получил первое место в предвыборном списке партии, впоследствии став одним из двух депутатов кнессета от Кадимы.
Во внешней политике Мофаз является сторонником радикальных жёстких подходов к вопросам, связанным с безопасностью Израиля и переговорному процессу с палестинской администрацией: он поддерживает проведение антитеррористической операции в палестинском секторе Газа, а также считает, что Израиль должен в одиночку ликвидировать ядерную угрозу со стороны Ирана.
В январе 2024 года Начальник Генштаба Армии обороны Израиля, генерал-лейтенант Херци Ха-Леви, планировал назначить Мофаза главой команды, целью которой обозначалось проведение внутреннего армейского расследования и анализа событий вторжения боевиков ХАМАС из сектора Газа в Израиль 7 октября 2023 года и действий Армии обороны Израиля в рамках начавшейся вследствие вторжения войны, однако Правительство Израиля отклонило предложение Ха-Леви.